# Андер Ерера
Андер Ерера Агвера (шп. Ander Herrera Agüera; Билбао, 14. август 1989) шпански је фудбалер који тренутно наступа за Боку јуниорс. Игра на средини терена. Наступао је за Реал Сарагосу, Атлетик Билбао, ПСЖ и Манчестер јунајтед.
Андер Ерера рођен је 1989. у Билбау. Године 2006. почео је да игра у млађим категоријама Реал Сарагосе.

## Успеси
Атлетик Билбао
- Куп Шпаније (1) : 2023/24,[3] (финале: 2011/12)[4]
- Лига Европе: (финале: 2011/12)[5]

 Манчестер јунајтед
- ФА куп (1) : 2015/16.
- Енглески Лига куп (1) : 2016/17.
- Комјунити шилд (1) :2016.[6]
- Лига Европе (1) : 2016/17.
- Суперкуп Европе: (финале: 2017)[7]

 Париз Сен Жермен
- Првенство Француске (2) : 2019/20, 2021/22.
- Куп Француске (2) : 2019/20, 2020/21.
- Лига куп Француске (1) : 2019/20.
- Суперкуп Француске (2) : 2019, 2020.
- Лига шампиона : (финале 2019/20)

 Шпанија до 20
- Медитеранске игре (1) : 2009.

 Шпанија до 21
- Европско првенство до 21. године (1) : 2011.